# Port-Mort

Port-Mort este o comună în departamentul Eure, Franța. În 1 ianuarie 2022 avea o populație de 891 de locuitori.